# Andrés Felipe Sarmiento
Andrés Sarmiento (Santa Marta, Magdalena, 19 de abril de 1991) es un futbolista colombiano. Juega de defensa.

## Clubes
| Club            | País     | Año       |
| --------------- | -------- | --------- |
| Boyacá Chicó    | Colombia | 2011-2013 |
| Unión Magdalena | Colombia | 2016-2017 |